# Leichtathletik-Weltmeisterschaften 2013/Teilnehmer (China)
| Gelbes Symbol für Goldmedaillen mit stilisierten Olympischen Ringen | Graues Symbol für Silbermedaillen mit stilisierten Olympischen Ringen | Braundes Symbol für Bronzemedaillen mit stilisierten Olympischen Ringen |
| ------------------------------------------------------------------- | --------------------------------------------------------------------- | ----------------------------------------------------------------------- |
| —                                                                   | 1                                                                     | 3                                                                       |

Der Leichtathletik-Verband der Volksrepublik China stellte zwölf Teilnehmer bei den Leichtathletik-Weltmeisterschaften 2013 in der russischen Hauptstadt Moskau.

## Ergebnisse

### Männer

#### Laufdisziplinen
| Athlet                                                     | Disziplin    | Vorlauf    | Vorlauf | Halbfinale         | Halbfinale         | Finale             | Finale             |
| Athlet                                                     | Disziplin    | Zeit       | Platz   | Zeit               | Platz              | Zeit               | Platz              |
| ---------------------------------------------------------- | ------------ | ---------- | ------- | ------------------ | ------------------ | ------------------ | ------------------ |
| Su Bingtian                                                | 100 m        | 10,16 s    | 14      | DSQ                | DSQ                | –––                | –––                |
| Zhang Peimeng                                              | 100 m        | 10,04 s NR | 5       | 10,00 s NR         | 9                  | nicht qualifiziert | nicht qualifiziert |
| Xie Zhenye                                                 | 200 m        | 20,74 s    | 27      | nicht qualifiziert | nicht qualifiziert | nicht qualifiziert | nicht qualifiziert |
| Yin Shujin                                                 | Marathon     |            |         |                    |                    | 2:27:19 h          | 45                 |
| Jiang Fan                                                  | 110 m Hürden | 13,87 s    | 26      | nicht qualifiziert | nicht qualifiziert | nicht qualifiziert | nicht qualifiziert |
| Xie Wenjun                                                 | 110 m Hürden | 13,59 s    | 21      | nicht qualifiziert | nicht qualifiziert | nicht qualifiziert | nicht qualifiziert |
| Cai Zelin                                                  | 20 km Gehen  |            |         |                    |                    | 1:25:31 h          | 26                 |
| Chen Ding                                                  | 20 km Gehen  |            |         |                    |                    | 1:21:09 h SB       | Silber             |
| Wang Zhen                                                  | 20 km Gehen  |            |         |                    |                    | DSQ                | DSQ                |
| Li Jianbo                                                  | 50 km Gehen  |            |         |                    |                    | 3:56:13 h          | 26                 |
| Si Tianfeng                                                | 50 km Gehen  |            |         |                    |                    | DNF                | DNF                |
| Wu Qianlong                                                | 50 km Gehen  |            |         |                    |                    | DNS                | DNS                |
| Xu Faguang                                                 | 50 km Gehen  |            |         |                    |                    | 3:57:54 h SB       | 30                 |
| Guo Fan Liang Jiahong Su Bingtian Zhang Peimeng Xie Zhenye | 4 × 100 m    | 38,95 s SB | 16      |                    |                    | nicht qualifiziert | nicht qualifiziert |

#### Sprung/Wurf
| Athlet       | Disziplin  | Qualifikation | Qualifikation | Finale             | Finale             |
| Athlet       | Disziplin  | Weite/Höhe    | Platz         | Weite/Höhe         | Platz              |
| ------------ | ---------- | ------------- | ------------- | ------------------ | ------------------ |
| Zhang Guowei | Hochsprung | 2,29 m        | 6             | 2,29 m             | 9                  |
| Wang Yu      | Hochsprung | 2,22 m        | 19            | nicht qualifiziert | nicht qualifiziert |
| Bi Xiaoliang | Hochsprung | NM            | NM            | ausgeschieden      | ausgeschieden      |
| Li Jinzhe    | Weitsprung | 7,96 m        | 8             | 7,86 m             | 12                 |
| Wang Jianan  | Weitsprung | 7,59 m        | 23            | nicht qualifiziert | nicht qualifiziert |
| Dong Bin     | Dreisprung | 16,98 m       | 6             | 16,73 m            | 9                  |
| Cao Shuo     | Dreisprung | DNS           | DNS           | –––                | –––                |

### Frauen

#### Laufdisziplinen
| Athletin                                       | Disziplin    | Vorlauf     | Vorlauf | Halbfinale         | Halbfinale         | Finale             | Finale             |
| Athletin                                       | Disziplin    | Zeit        | Platz   | Zeit               | Platz              | Zeit               | Platz              |
| ---------------------------------------------- | ------------ | ----------- | ------- | ------------------ | ------------------ | ------------------ | ------------------ |
| Zhao Yanmin                                    | 400 m        | 54,03 s     | 32      | nicht qualifiziert | nicht qualifiziert | nicht qualifiziert | nicht qualifiziert |
| Wang Chunyu                                    | 800 m        | 2:02,05 min | 24      | nicht qualifiziert | nicht qualifiziert | nicht qualifiziert | nicht qualifiziert |
| Ding Changqin                                  | Marathon     |             |         |                    |                    | 2:40:13 h          | 19                 |
| Wei Xiaojie                                    | Marathon     |             |         |                    |                    | 2:46:46 h          | 28                 |
| Cao Mojie                                      | Marathon     |             |         |                    |                    | 2:49:15 h          | 34                 |
| He Yinli                                       | Marathon     |             |         |                    |                    | DNF                | DNF                |
| Jia Chaofeng                                   | Marathon     |             |         |                    |                    | DNF                | DNF                |
| Wu Shujiao                                     | 100 m Hürden | 13,29 s     | 26      | nicht qualifiziert | nicht qualifiziert | nicht qualifiziert | nicht qualifiziert |
| Liu Hong                                       | 20 km Gehen  |             |         |                    |                    | 1:28:10 h          | Bronze             |
| Sun Huanhuan                                   | 20 km Gehen  |             |         |                    |                    | 1:28:32 h          | 4                  |
| Qoijing Gyi                                    | 20 km Gehen  |             |         |                    |                    | 1:31:15 h          | 15                 |
| Lü Xiuzhi                                      | 20 km Gehen  |             |         |                    |                    | DNS                | DNS                |
| Tao Yujia Li Meijuan Liang Xiaojing Wei Yongli | 4 × 100 m    | 44,22 s     | 17      |                    |                    | nicht qualifiziert | nicht qualifiziert |

#### Sprung/Wurf
| Athletin       | Disziplin      | Qualifikation | Qualifikation | Finale             | Finale             |
| Athletin       | Disziplin      | Weite/Höhe    | Platz         | Weite/Höhe         | Platz              |
| -------------- | -------------- | ------------- | ------------- | ------------------ | ------------------ |
| Zheng Xingjuan | Hochsprung     | 1,92 m SB     | 8             | 1,93 m SB          | 9                  |
| Li Ling        | Stabhochsprung | 4,55 m PB     | 5             | 4,45 m             | 11                 |
| Gong Lijiao    | Kugelstoßen    | 18,88 m       | 5             | 19,95 m            | Bronze             |
| Liu Xiangrong  | Kugelstoßen    | 18,68 m       | 6             | 18,04 m            | 10                 |
| Li Ling        | Kugelstoßen    | 18,19 m       | 9             | 18,39 m            | 6                  |
| Tan Jian       | Diskuswurf     | 63,21 m       | 4             | 63,34 m            | 6                  |
| Su Xinyue      | Diskuswurf     | 56,87 m       | 19            | nicht qualifiziert | nicht qualifiziert |
| Gu Siyu        | Diskuswurf     | NM            | NM            | –––                | –––                |
| Zhang Wenxiu   | Hammerwurf     | 75,15 m SB    | 2             | 75,58 m SB         | Bronze             |
| Wang Zheng     | Hammerwurf     | 73,17 m PB    | 6             | 74,90 m PB         | 4                  |
| Liu Tingting   | Hammerwurf     | 69,68 m       | 14            | nicht qualifiziert | nicht qualifiziert |
| Li Lingwei     | Speerwurf      | 61,51 m SB    | 11            | 61,30 m            | 8                  |
| Zhang Li       | Speerwurf      | 60,16 m       | 15            | nicht qualifiziert | nicht qualifiziert |